# 1982 (فلم 2019)
1982 فيلم درامي لبناني، إخراج وليد مؤنس، وعرض عام 2019. 
عُرض الفيلم لأول مرة في مهرجان تورنتو السينمائي الدولي لعام 2019 ، حيث فاز بجائزة NETPAC للعرض الأول لفيلم آسيوي عالميًا أو دوليًا.  تم اختياره ليكون المدخل اللبناني لأفضل فيلم روائي طويل دولي في حفل توزيع جوائز الأوسكار الـ 92 ، لكنه لم يتم ترشيحه.  

## الأحداث
تدور أحداث الفيلم في أوائل حرب لبنان عام 1982، نادين لبكي تقوم بدور البطولة، فهي المعلمة ياسمين، تعمل مدرسة في بيروت، كما يشاركها البطولة الطفل محمد ضلي، يلعب دور وسام، وهو طالب في المدرسة يبحث عن الجرأة ليعترف لزميلته في الصف جوانا ( جيا ماضي) بحبه لها.

## الممثلين
- نادين لبكي بدور ياسمين
- جيا ماضي بدور جوانا
- رودريغ سليمان بدور جوزيف
- علياء خالدي  بدور ليلى
- سعيد سرحان بدور جورج
- محمد دالي بدور وسام
- غسان معلوف بدور ماجد